# Кемаль-реїс
Кемаль-реїс (осман. كمال ريس, тур. Kemal Reis, біля 1451 Галліполі —1511 в морі біля Наксосу) — османський адмірал, що стояв у джерел закладення переможних традицій османського флоту наприкінці XV-на початку XVI століть. Започаткував використання на кораблях османського флоту гармат. Дядько по батьківській лінії знаменитого османського адмірала і картографа Пірі-реїса, який супроводжував Кемаля в більшості його військово-морських експедицій. В Європі, зокрема в Італії та Іспанії, він став знаний як Камалі та Камаліккіо.

## Початок кар'єри
Кемаль народився в Галліполі, біля проливу Дарданелли на узбережжі Мармурового моря, близько 1451 року. Його батько був турком на ім'я Алі з міста Караман в центральній Анатолії.

### Військово-морська місія в Гранаді

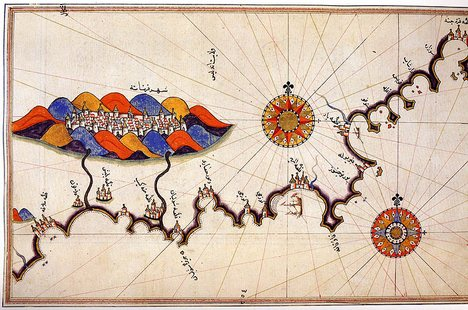
Карта Гранади XV століття, складена османським адміралом Пірі-реїсом, племінником Кемаль-рєїса,

Кемаль-реїс почав свою кар'єру в якості керівника військово-морського флоту, що належав санджак-бею (провінційному губернатору) Евбеї, яка на той момент вже перебувала під контролем османів. 1487 року османський султан Баязид II доручив Кемалю надати допомогу правителю Гранади еміру Мухаммаду аль-Зугбі (Боабділу) у захисті останнього мусульманського анклаву на Піренейському півострові від нападу Фернандо II та Ізабелли I, католицьких королів Кастилії та Арагону. Кемаль-реїс відплив до Піренейського півострову і висадив експедиційні сили в Малазі, зайнявши прилеглі поселення та захопивши багато полонених. Проте, це не допомогло врятувати місто і в серпні 1487 року, після затяжної 6-місячної облоги Малага була захоплена християнським військом. Від узбережжя Піренейського півострова Кемаль відлив на Балеарські острови і Корсику, де здійснив набіги на прибережні поселення, після чого висадив десант поблизу Пізи в Італії. З Пізи він ще раз повернувся до Піренейського півострову і кілька разів між 1490 і 1492 роками перевозив мусульман і євреїв, які рятувались від іспанської окупації  Гранади на узбережжя Північної Африки та в провінції Османської імперії, а також намагався зупинити іспанське просування, бомбардуючи порти Ельче, Альмерії і Малаги.

## Адмірал османського військово-морського флоту

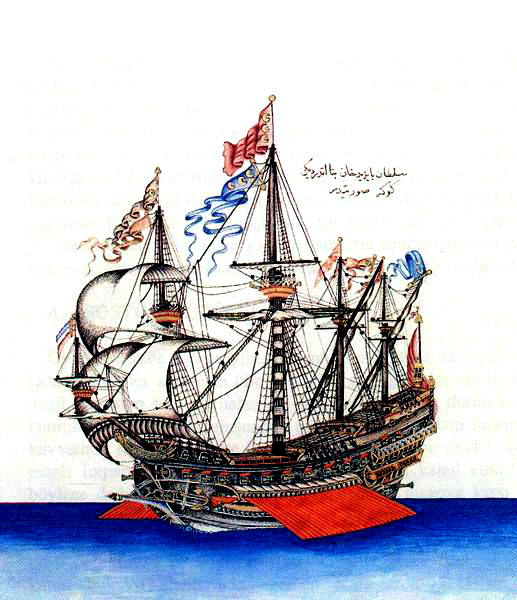
Гьоке (1495), флагманський корабель Кемаль-реїса і османської імперії

У 1495 році султан Баязид II надав Кемаль-реїсу посаду адмірала османського військово-морського флоту. Султан також замовив стамбульським кораблебудівникам побудувати два величезних корабля, один з яких отримав назву Гьоке (тур. Göke - небо). Цей корабель став флагманом військово-морських сил османської імперії. Гьоке міг перевозити понад 700 осіб, крім того, на його борту були гармати, що було абсолютною новинкою в ту пору.
У жовтні 1496 року Кемаль-реїс відбув з Константинополя і вчинив напад на затоку Таранто в Апулії. У січні 1497 року він висадився в Метоні, а потім захопив кілька венеційських кораблів в Іонічному морі і привів їх разом з вантажем до Евбеї. У березні 1497 року султан Баязид II призначив Кемаль-реїса відповідальним за захист кораблів, які перевозили цінності, що належали релігійним громадам Мекки і Медини, від рейдів лицарів Святого Йоанна, головна база яких в той час ще знаходилася на острові Родос. Кемаль-реїс відпливли в бік Родосу з 5 кораблями і захопили барк госпітельєрів біля Монтестрато. Пізніше він висадився на Лемносі, а звідти відплив убік Тенедоса і повернувся в Константинополь. У червні 1497 року Кемаль-реїс отримав ще дві великих галери, а в липні 1497 року він зробив острів Хіос своєю базою для подальших операцій в Егейському морі проти венеційців і госпітальєрів.
У квітні 1498 року він відплив з Дарданелл на чолі флоту з 14 кораблів і попрямував на південь в сторону островів Егейського моря, які на той час перебували під контролем Венеційської республіки. У червні 1498 року з'явився на острові Парос, а потім відплив до Криту, де висадив десант і захопив місто Сітія разом з прилеглими поселеннями, а також відправив розвідника, щоб вивчити характеристики місцевого венеційського замку. У липні 1498 року він вирушив до Розетти в Єгипті на чолі ескадри з 5 галер, 6 фуст і 2 барків для перевезення 300 мусульманських прочан, що прямували до Мекки. На борту кораблів ескадри також знаходились 400 000 золотих дукатів, які були відправлені Баязидом II султану мамелюків. Поруч з портом Абу-Кебір в дельті Нілу він захопив 2 португальських кораблі (караку і барк) після запеклого бою, який тривав 2 дні. Звідти Кемаль-реїс відплив убік острова Санторіні і захопив в Егейському морі венеційський барк і ще один португальський корабель.

## Початок другої османсько-венеційської війни

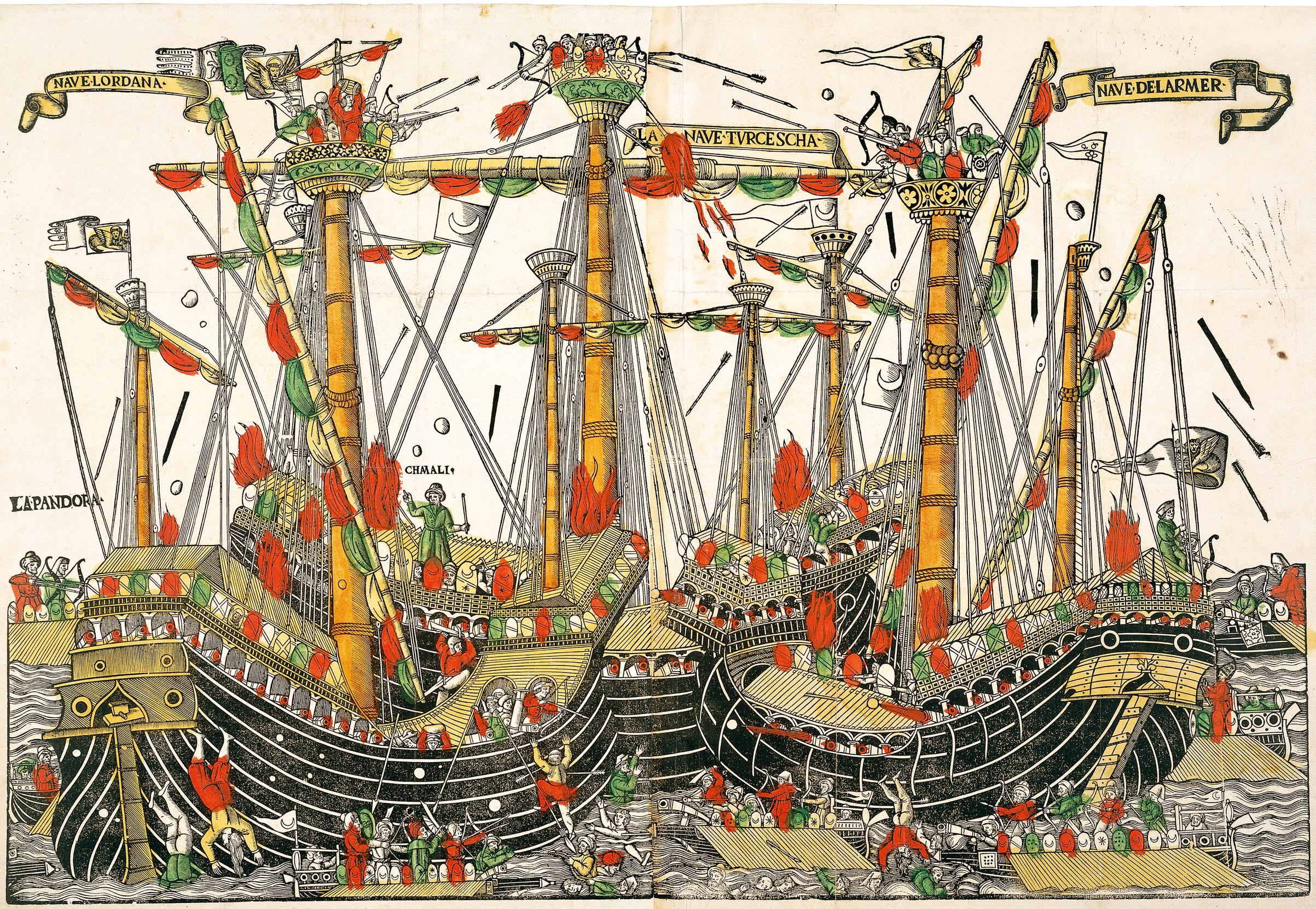
Битва при Дзонкйо

Після закінчення невдалої війни з мамелюками, в 1499 році Баязид II розпочав третю османсько-венеційську війну, метою якої було витіснення венеційців з Егейського та Іонічного морів та перенесення кордону між Османською імперією і Венецією в Адріатику.
У січні 1499 року Кемаль-реїс відбув з Константинополя на чолі флотилії з 10 галер та 4 допоміжних суден і в липні зустрівся з величезним османським флотом, який був надісланий йому Давуд-пашею для ведення великомасштабної війни проти Венеційської республіки. Об'єднаний османської флот налічував близько 300 кораблів і складався з 67 галер, 20 галіотів і близько 200 невеликих суден.
Увійшовши в серпні в Іонічне море, Кемаль-реїс зіткнувся з венеційським флотом в районі мису Дзонкйо. У венеційців під командуванням Антоніо Грімані  було менше двох сотень кораблів - 47 галер, 17 галіотів і близько 100 невеликих суден, але італійські моряки мали більший досвід ведення морських боїв. Під час битви венеційцям вдалося взяти на абордаж близнюка Göke на чолі з Бурак-реїсом. Проте османи підпалити свій корабель, внаслідок чого згоріло не тільки османське судно, але і дві венеційських галери. В підсумку османський флот здобув важливу перемогу в битві при Дзонкйо, яка тривала декілька днів.  Це був перший морський бій в історії з використанням корабельних гармат.
Султан Баязид II подарував 10 захоплених венеційських галер Кемаль-реїсу, який розмістив свій флот на острові Кефалонія. За поразку під Дзонкйо Грімані 29 вересня було заарештовано і згодом вислано з Венеції на острів Црес, проте згодом він зміг повернутись і навіть стати дожем Венеції в 1521 році,
У грудні 1499 року венеційці атакували Лепанто в надії повернути втрачені території в Іонічному морі. Кемаль-реїс, вийшовши з Кефалонії, захистив місто від венеційців. Він залишався в Лепанто в період з квітня по травень 1500 року, його кораблі ремонтувалися армією з 15000 османських майстрів, привезених в місто. Звідти Кемаль відбув, щоб обстрілювати венеційські порти на острові Корфу, а в серпні 1500 року він вчергове переміг венеційський флот в битві при Модоні, яка також знана як "Друга битва при Лепанто". Кемаль-реїс піддав фортецю Модон обстрілу з моря і в підсумку захопив місто.
Пізніше він бився з венеційським флотом біля берегів Корона і захопив місто разом з венеційської бригантиною. Звідти Кемаль відплив до острова Сапієнца і потопив венеційську галеру «Lezza». У жовтні 1500 року він з'явився на мисі Санта-Марія на острові Лефкас і повернувся в Стамбул в листопаді.
У січні 1501 року Кемаль-реїс вийшов з Константинополя на чолі флоту з 36 галер. У лютому 1501 року він здійснив напад на венеційське місто Наполі-ді-Романья (сучасний Нафпіліон), а після цього вирушив у березні у напрямку Корфу, а звідти в Тірренське море, де він захопив на острові Піаноза  багато полонених. У квітні 1501 року з флотом з 60 суден знову атакував Нафпліон і Монемвасію. У травні 1501 року він у супроводі вантажних суден, що перевозили будівельні матеріали для зміцнення османських фортець на островах Хіос і Тінос захопив корабель Джироламо Пізані, венеційського командира і офіційний штандарт Сан-Марко (Святого Марка, покровителя Венеції). Далі Кемаль напав на венеційський порт Модон. Османські війська висадилися там і захопили венеційську фортецю і прилеглі населені пункти після облоги, яка тривала менше 10 годин. Кемаль-реїс також захопили 3 венеційських галери, каравелу і кілька інших дрібних суден. Пізніше він захопив у венеційців сусідні фотеці Корон і Наварин, додавши ще два важливих порта Османської імперії. Так османський флот і армія захопили Модон і Корон, «два ока Венеційської республіки» в Греції. У червні 1501 року Кемаль вийшов в Адріатичне море, щоб зміцнити оборону Вльори. Після цього османський флот на чолі з Кемаль-реїсом відлучився з театра османсько-венеційської війни і зробив великий рейд в Західне Середземномор'я (див. нижче).

## Рейд в Західне Середземномор'я та вихід в Атлантичний океан
Влітку 1501 року, ще під час третьої османсько-венеційської війни, флот Кемаль-реїса зробив також короткотривалий рейд в Західне Середземномор'я. У липні 1501 року Кемаль-реїс, в супроводі свого племінника Пірі-реїса, відплив з порту Модон на чолі флотилії з 19 кораблів і вирушив в Тірренське море, де скористався війною між Якопо д'Аппьяно, правителем Пйомбіно, і папськими силами під командуванням Чезаре Борджіа. Османські війська висадилися на острові Піаноза і швидко захопили його, взявши багато полонених. Звідти Кемаль приплив до каналу Пьомбіно і напав на прибережні поселення в цій області. У серпні 1501 він висадився на Сардинії і захопив кілька прибережних поселень, а також близько 1 050 полонених в ході боїв проти місцевих сил. Він також захопив кілька генуезьких військових кораблів біля берегів Сардинії.
У серпні 1501 року Кемаль-реїс прибув до Балеарських островів, і османи висадилися на Майорку, де мали місце запеклі бої проти місцевих іспанських сил. Звідти Кемаль відплив до Іспанії і захопив 7 іспанських кораблів біля берегів Валенсії. На борту цих суден він знайшов дивний головний убір з пір'я і незнайомий чорний камінь. Один з полонених сказав йому, що обидва предмети привезені з нововідкритих земель на заході, за межами Атлантичного океану. Бранець стверджував, що побував в цих землях три рази, під командою людини по імені «Коломбо» і що він мав у своєму розпорядженні карту, намальовану самим «Коломбо», на якій відзначені недавно відкриті землі. Ця карта, ймовірно, стала одним з головних джерел знаменитої карти Пірі-реїса 1513 року.
Після відходу з Валенсії, в серпні 1501 року, Кемаль попрямував на південь і обстріляв берегові фортеці Андалусії перед висадкою війська, які розгромили кілька портів і міст. Пізніше він відплив на захід, пройшов Гібралтарську протоку і увійшов в Атлантичний океан, де здійснив кілька нападів на атлантичне узбережжя Піренейського півострова. Звідти Кемаль-реїс відбув на південний захід і висадився на Канарських островах, де турки зіткнулися з помірною протидією з боку іспанських сил. Пірі-реїс скористався нагодою, як і в інших плаваннях зі своїм дядьком, щоб намалювати карту регіону. Звідти Кемаль повернувся на схід, пройшов уздовж атлантичного узбережжя Марокко і знову увійшов в Середземне море через Гібралтарську протоку. Звідти Кемаль рушив далі на схід і захопив кілька генуезьких кораблів біля берегів Триполі в Лівії. Крім того, він перехопив кілька венеційських галер в цьому районі перед відплиттям назад в Стамбул.

## Завершення Другої османсько-венеційської війни
У травні 1502 року Кемаль-реїс відплив зі Стамбула з флотом з 50 суден і попрямував в сторону Евбеї. У червні 1502 року захопив острів Кос разом з замком Сан-П'єтро, який належав лицарям-госпітальєрам. Звідти він вирушив до Наполі (сучасний Нафпліон) і змусив венеційців і французів зняти облогу Мітилену. У липні він перебрався до Лесбоса і воював проти французької армії в Мітилені, яку османи раніше відібрали у генуезців в 1462 році. У серпні 1502 року Кемаль зробив острів Лефкада своєї нової базою для операцій в Іонічному та Адріатіческому морях, звідки здійснював набіги на прибережні поселення, що належали Венеції і Республіці Рагуза, захопивши деякі з них для Османської імперії.
Однак стратегічне значення острова Санта-Маура (сучасна Лефкада) спонукали Венецію спорядити величезний флот під командуванням Бенедетто Пезаро, який складався з 50 галер і безлічі інших більш дрібних суден. До венеційців приєдналися 13 папських галер під командуванням Джакомо Пезаро, брата Бенедетто, який був єпископом Пафосу, а також 3 галери, що належали лицарям святого Іоанна на Родосі і 4 французьких галери під командуванням Прего де Біду. Розбитий флотом противника, Кемаль був змушений відмовитися від Санти-Маури і відплив назад до Константинополя, де в жовтні 1502 року замовив будівництво нових кораблів в військово-морському арсеналі Золотого Рогу.
У березні 1503 року Кемаль відплив з Константинополя з новими кораблями і досяг Галліполі, де взяв на себе командування основним османським флотом. Проте, через важку хворобу був змушений повернутися до Константинополя і через тривале лікування відмовився від продовження служби до березня 1505 року. Османські кавалерійські рейди досягли венеційських територій на півночі Італії і в 1503 році Венеції знову довелося шукати миру з османами.

## Пізніші операції в Середземномор'ї
У березні 1505 року Кемаль-реїс отримав завдання помститися лицарям святого Іоанна на Родосі, які завдавали серйозної шкоди османському мореплавству біля берегів Анатолії, і відплив з Галліполі на чолі флотилії з 20 кораблів, спочатку в напрямку острова Кос, який раніше захопив у лицарів, з метою організації нападу на Родос. У травні він напав на узбережжя Родосу і висадив на берег велику кількість османських військ, які бомбардували місто Родос з суші і взяли під свій контроль кілька населених пунктів. Звідти Кемаль-реїс вирушив до островів Тилос і Нисірос, де також знаходились фортеці лицарів, які він обстріляв з моря. В травні 1505 року захопив острів Лемнос і напав на острів Хіос, після чого в липні повернувся в Модон.
У вересні 1505 року Кемаль-реїс напав на Сицилію і захопив 3 корабля (один з Республіки Рагуза, два — з Сицилії). У січні 1506 він зробив острів Джерба своєї нової базою і вирушив до Іспанії, де ще раз висадився біля берегів Андалусії і бомбардував порти Альмерії і Малаги. Також транспортував мусульман і євреїв Іспанії в Константинополь.
У травні 1506 року Кемаль, командуючи силою з 8 галіота, повернувся в Егейське море, а в червні здійснив висадку на острові Лерос з силою з 500 яничар. Там напав на венеційський замок під командуванням Паоло Сімеоні. Протягом червня він атакував острова Додеканес перед відплиттям назад в Західному Середземномор'ї з флотом з 22 суден, де висадився на Сицилії і напав на прибережні поселення. Там він зіткнувся з силами віце-короля Сицилії, який був союзником Іспанії. У вересні 1506 року Кемаль воював з іспанським флотом, захищаючи Джербу, і захопив іспанські галери під час бою. У жовтні зробив висадку в Трапані на Сицилії і спалив генуезькі кораблі в порту, їх екіпажі були звільнені, бо не мали ніякого досвіду морської війни і не були визнані корисними. Пізніше він обстріляв венеційську галеру під командуванням Бенедетто Приули. Він відповів на канонаду з фортеці Трапані залпами гармат зі своїх кораблів. Звідти він приплив на острів Ортіджія в Іонічному морі з силою з 5 галер і вступив в перестрілку з венеційським флотом під командуванням Джироламо Контаріні, після чого відплив до Константинополя.
У січні 1507 року Кемаль одержав завдання від султана Баязида II атакувати лицарів святого Іоанна і відплив з Галліполі з великим флотом з 40 кораблів. Він бився з лицарями кілька разів до серпня 1507 року, коли він повернувся в Константинополь. У серпні він відплив до Олександрії з вантажем з 8000 комплектів весел і 50 гармат, які були передані в дар султанові мамлюків Баязидом II в допомогу в боротьбі проти португальського флоту, який активізувався в Червоне море. Кемаль залишався в Єгипті до лютого 1508 року і повернувся в Константинополь в травні 1508 року, де особисто координував модифікацію своїх кораблів в Імператорської Військово-морському арсеналі, перш ніж знову вийти в Егейське море для прямої конфронтації з венеційцями і лицарями святого Іоанна.
У серпні 1508 року Кемаль-реїс прибув на Евбею з 5 галерами і численними барками. Звідти вирушив на Тенедос, де відбив напад лицарів. У листопаді біля острова Тенедос захопив генуезький галеас, що йшов з Савони. У січні 1509 року, на чолі флотилії з 13 судів напав на замок Coo біля Родосу, що належав лицарям святого Іоанна. У лютому, в супроводі османського капера Куртоглу Мусліхіддин-рєїса (відомого як «Куртоголі» на Заході), і на чолі великого флоту з 20 кораблів Кемаль напав на Родос і висадив велику кількість яничарів в порту. Протягом всього декількох днів були проведені 4 атаки на замок Родос, а також стіни цитаделі, які оточували місто. До середини лютого він переслідував кораблі, що належать лицарям, які бігли з Родосу в пошуках більш безпечних вод, і захопив 3 галеона і 9 судів інших типів.

## Останні походи
У 1509 році Кемаль-реїс відплив в Тірренське море і висадився біля берегів Лігурії. Він продовжував служити в Західному Середземномор'ї протягом деякого часу, до повернення в Галліполі. У вересні 1510 року він відплив з Галліполі з 2 галерами, 1 галіотом і декількома барками і приєднався до османському флоту вантажних суден, які прямували в Александрію з вантажем дров для будівництва кораблів, наборами весел і гармат, які були спрямовані мамелюкам для їх боротьби проти португальців в Індійському океані.
На початку 1511 року, після проходження острова Наксос, 27 кораблів османського вантажного флоту затонули в сильному штормі, зокрема корабель Кемаль-рєїса, який загинув разом зі своїми людьми.

## В популярній культурі
Кемаль-реїс фігурує у турецькому серіалі «Барбаросса: Меч Середземномор’я», який почав транслюватися на TRT 1 у 2021 році. Його грає актор Бюлент Алкиш.